# Université du Maine
Die Universität von Maine Le Mans (französisch: Université du Maine Le Mans) ist eine staatliche Universität in der französischen Stadt Le Mans.

## Geschichte
Die Universität wurde 1977 eröffnet und gehört somit zu den jüngeren Universitäten in Frankreich. 1965 wurde die Entscheidung getroffen, am Stadtrand von Le Mans ein literarisches Kollegium zu errichten. Dieses war damals noch als eine Außenstelle der Universität Caen geplant worden. Als Bauplatz wurde der Hügel Vaurouzé gewählt, da dort genügend Platz für eine Erweiterung vorhanden war. Auch die Nähe des Krankenhauses wurde als positiv beurteilt, da dies eine Erweiterung in den medizinischen Fachbereich ggf. mit eigener Klinik als Ausbaumöglichkeit positiv beeinflussen würde. Das erste Gebäude, das 1966 erbaut wurde, war das lokale Zentrum der schulischen und universitären Werke, abgekürzt CLOUS (Centre local des œuvres universitaires et scolaires). Danach wuchs der Campus jährlich, schon 1969 wurde der Campus verwaltungstechnisch von der Heimatuniversität Caen getrennt. Da sie aber noch nicht das volle universitäre Angebot anbieten konnte, wurde ihr der Titel Universität noch nicht erteilt, sondern galt als Fachhochschule. Erst 1975 wurden die beiden Fachrichtungen Recht und Literatur und 1977 als letzte fehlende Fachrichtung die Wissenschaften neu in den Lehrplan aufgenommen. In der Folge ernannte der Minister den Campus offiziell zur Universität.

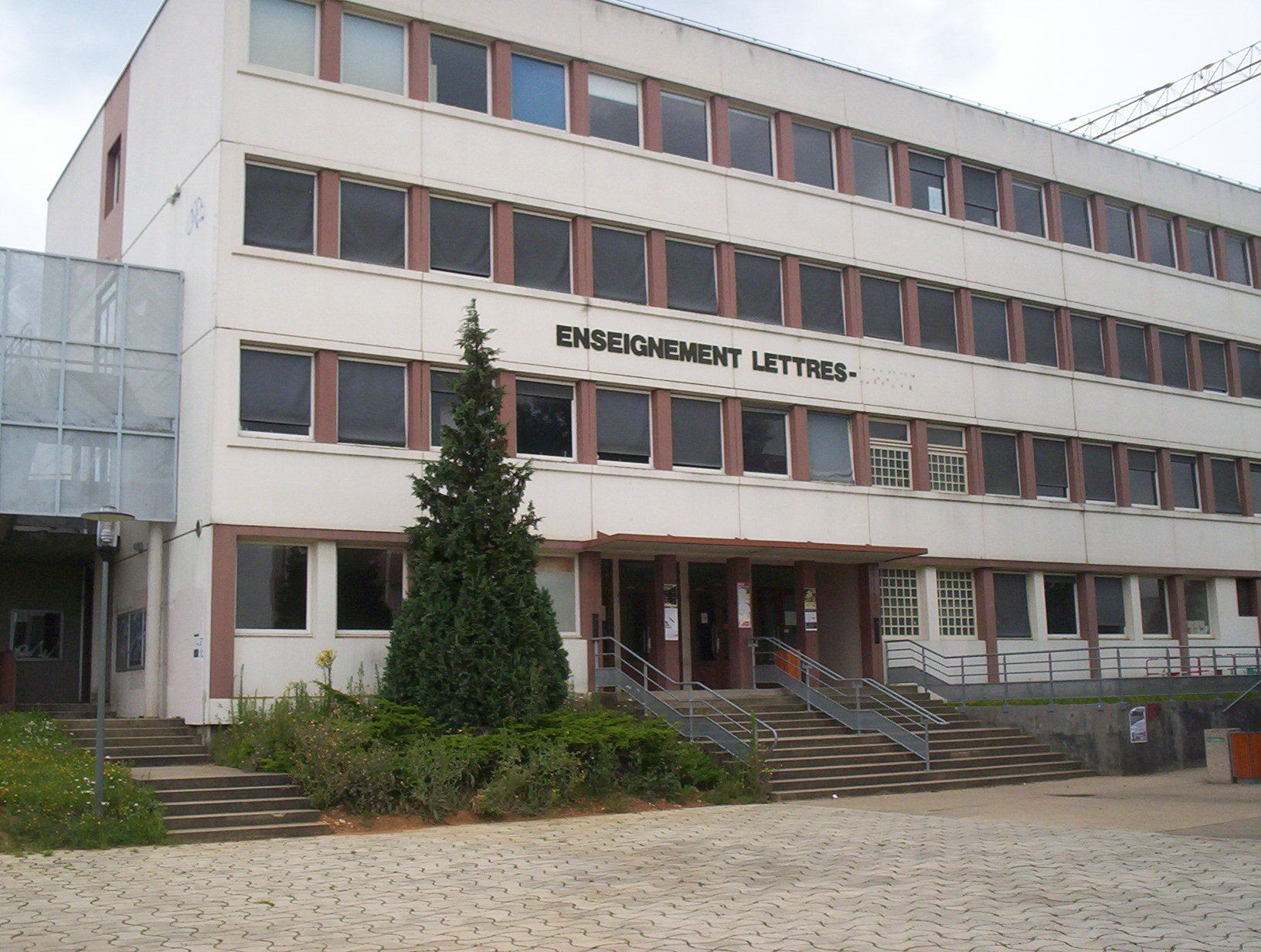
Geisteswissenschaftliche Fakultät
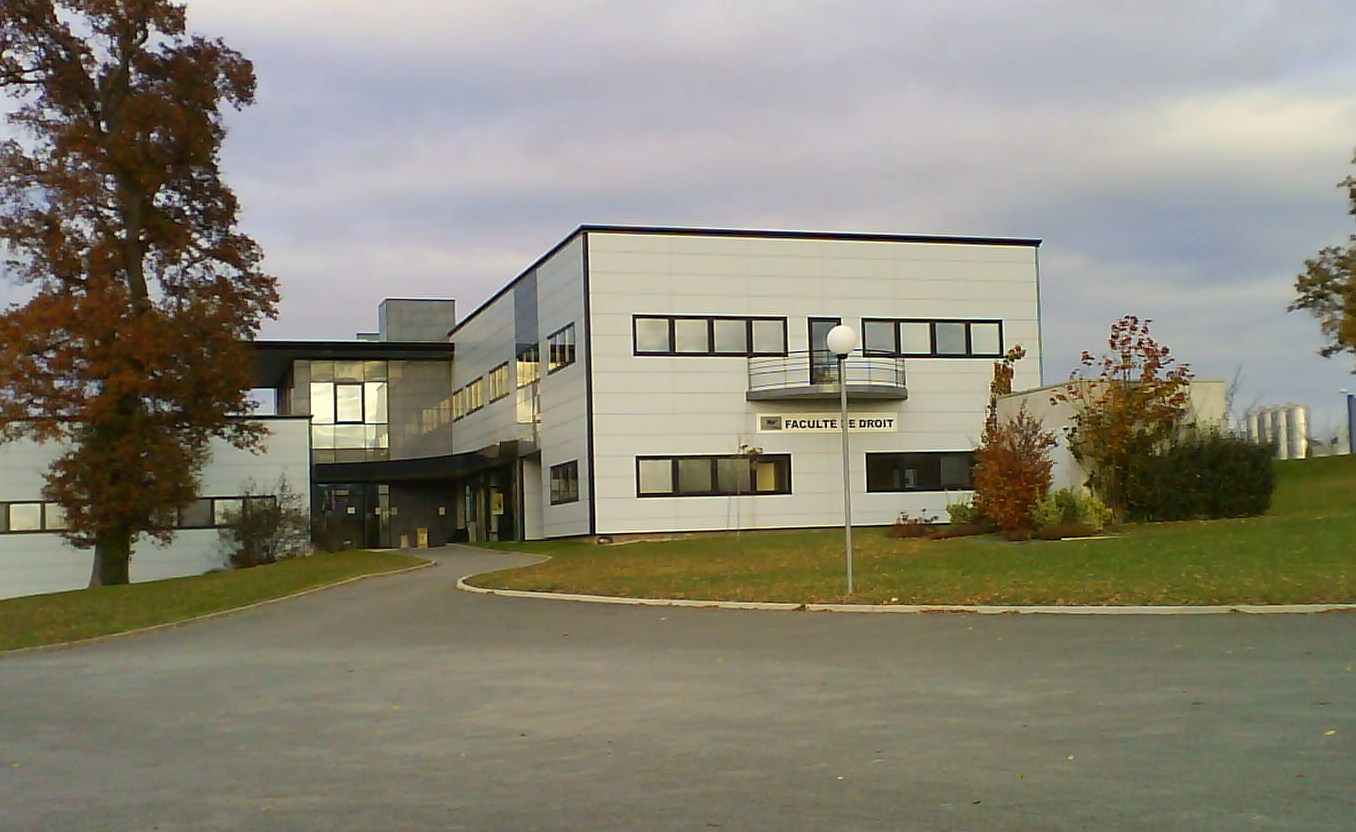
Rechtswissenschaftliche Fakultät
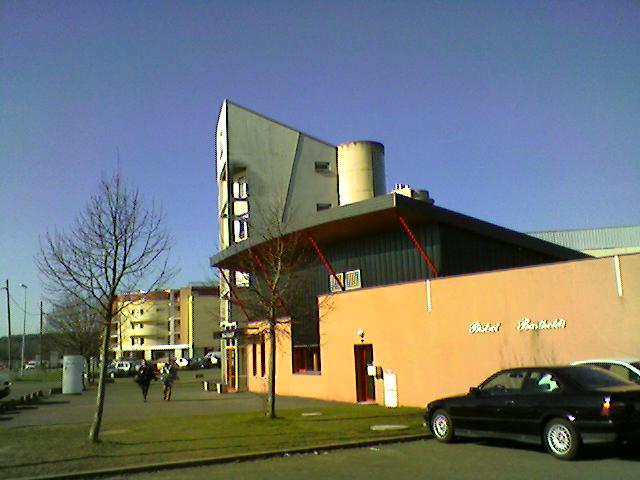
Mensa